# Sköldkörtelcancer
Sköldkörtelcancer, eller tyreoideacancer, är en elakartad (malign) neoplasi eller tumör i sköldkörteln och en grupp endokrina cancersjukdomar. Cancer i sköldkörteln brukar delas upp i fyra grupper (fler, ovanliga grupper förekommer) och i sällsynta fall kan en patient ha två sjukdomar samtidigt. Sjukdomarna är mycket ovanliga och de förekommer i alla åldrar (undantaget anaplastisk cancer), majoriteten av patienterna är kvinnor. Sköldkörtelcancer utgör sammantaget 0,4-1% av alla cancerfall hos människor (2007).
Sverige har ett nationellt vårdprogram för sköldkörtelcancer. Vanliga symptom på dessa sjukdomar är en eller flera knölar på halsen, sväljsvårigheter, trötthet, heshet och nedstämdhet.

## Orsaker
Orsaken till sjukdomarna är under normala förhållanden nästan alltid okänd undantaget medullär cancer där det finns en viss ärftlighet. Det finns dock ett känt samband mellan strålexponering såsom kärnkraftolyckor och en ökning av antalet fall, i vissa delar av Belarus ökade antalet bland barn med flera hundra gånger efter Tjernobylolyckan. Enligt WHO kunde över 6 000 fall av papillär cancer hos barn och ungdom (innan 2005) härledas till olyckan.

## Differentierad cancer
Differentierad cancer utgör över 90% av alla fall av sköldkörtelcancer i Sverige.

### Papillär cancer
Papillär cancer är den vanligaste formen. Den kan finnas på flera ställen (multifokal) och metastaserar lätt till lymfkörtlar. Skelett- och lungmetastaser kan uppstå i senare stadier av sjukdomen. Prognosen är mycket god efter behandling. Uppföljningen kan bli långvarig om patienten haft metastaser men även vid eventuella återfall är prognosen mycket god. Vid större spridning eller om cancern inte svarar på standardbehandlingen kan livet ändå förlängas betydligt.

### Follikulär cancer
Follikulär cancer finns vanligtvis endast på ett ställe (sällan multifokal). Den kan i senare stadier av sjukdomen spridas via blodet till lungor, ben och hjärna. Den sprids sällan till lymfkörtlar. Prognosen är god efter behandling.

#### Onkocytär cancer (Hürtlecellvariant)
Mycket ovanlig. Denna form räknades tidigare som en follikulär cancer men enligt den senaste WHO-klassifikationen är det en egen grupp.

### Behandling av differentierad sköldkörtelcancer
Behandlingen av dessa cancerformer består vanligen av tyreoidektomi (borttagande av sköldkörteln), injektioner med syntetiskt TSH, strålning (ablation) med radioaktivt jod (jod-131) och livslång läkemedelsbehandling med sköldkörtelhormon. Vid begränsad cancer kan emellanåt partiell tyreoidektomi räcka. Vid metastaserad papillär eller follikulär cancer kan dosen med sköldkörtelhormon ställas in på en mycket hög nivå (suppressionsbehandling) under de första åren i syftet att minska hjärnans produktion av TSH, något som kan minska risken för återfall i sjukdomen. Längre tids suppressionsbehandling kan ge negativa effekter på skelett och hjärta och en individuell riskbedömning är nödvändig. Vid större spridning, eller om cancern inte svarar på radioaktivt jod, kan extern strålbehandling eller tyrosinkinashämmare vara alternativ. Med den moderna behandlingen med tyreoidektomi och radioaktivt jod är det dock idag få vars hälsa är direkt hotad. Läkemedelsbehandlingen liksom eventuella men i form av hypoparatyreoidism (störning i regleringen av parathormon) och röstpåverkan kan dock påverka livskvaliteten negativt.

## Lågt differentierad cancer
Denna tumörgrupp placerar sig beteendemässigt mellan differentierad (papillär/follikulär) och anaplastisk cancer men behandlas som en differentierad.

## Odifferentierad cancer

### Anaplastisk cancer
Anaplastisk sköldkörtelcancer är den mest sällsynta formen och står för endast 1-2% av fallen (ca 1 fall per 1 000 000 invånare). Den drabbar oftast patienter över 60 år och är ungefärligen lika vanlig bland män som bland kvinnor. Cellerna hakar upp sig på ett mycket omoget stadium och sprider sig med en hög hastighet i resten av kroppen. Prognosen är inte lika ljus och sjukdomen behandlas akut med bl.a. strålning och cytostatika i palliativt syfte.

## Övriga

### Medullär cancer
Denna form av sköldkörtelcancer drabbar ca fem procent av patienterna och börjar i de celler som producerar kalcitonin. Detta kan leda till ökade nivåer av kalcitonin i kroppen. Medullär cancer är i en fjärdedel av fallen ärftlig. Prognosen är ofta god och grunden i behandlingen är borttagande av sköldkörteln och livslång läkemedelsbehandling med sköldkörtelhormon. Kirurgi i preventivt syfte kan vara motiverad, i vissa fall redan under tidig barndom. Vid spridd medullär cancer kan målriktade läkemedel övervägas.

## Historia
Den första sköldkörtelhormonerna för medicinskt bruk utvanns från djur på 1890-talet och gjorde det möjligt att behandla sköldkörtelcancer med kirurgi. Innan dess var dödligheten i sjukdomarna betydligt högre. Högt andningshinder (risk för kvävning) är en komplikation som sällan förekommer i nutid. 1909 belönades Theodor Kocher med Nobelpriset i fysiologi eller medicin för att ha förfinat den kirurgiska metoden och därmed minskat dödligheten. Med Kochers metod överlevde 99% operationen, innan dess avled närmare 30%.
Strålbehandling med radioaktivt jod (jod-131) började användas mot differentierad sköldkörtelcancer på 1940-talet. Innan introduktionen av injektioner med syntetiskt TSH (1997 i USA, i Sverige 2005) var denna strålbehandling ytterst plågsam, då patienten behövde göra ett uppehåll från de livsviktiga hormonerna i flera veckor innan intaget av radiojod för att uppnå samma effekt.